# آوانسیان
آوانسیان (زبان ارمنی: Ավանեսյան‎)، یکی از نام‌های خانوادگی رایج در میان ارمنیان می‌باشد
- آرداشس آوانسیان
- آرشاویر در آوانسیان
- آربی اوانسیان
- ملانی آوانسیان
- ژانت آوانسیان
- ژولیتا آوانسیان
- وارطان آوانسیان

## منبع
- Հովակիմյան, Բախտիար (2005). Հայոց ծածկանունների բառարան (PDF). Երևան: ԵՊՀ հրատ.